# Stadio Domenico Purificato
Lo stadio Domenico Purificato è un impianto sportivo della città di Fondi.
La struttura è intitolata al pittore fondano, aderente al movimento artistico della scuola di via Cavour, Domenico Purificato e ospita le gare interne del Fondi.

## Dati tecnici
La capienza dell'impianto è di 3000 posti divisi in tribuna centrale coperta, tribuna laterale nord, tribuna laterale sud, distinti, curva nord e curva per gli ospiti.